# Гай Скрибоний Курион (консул 76 пр.н.е.)
Вижте пояснителната страница за други личности с името Гай Скрибоний Курион.
Гай Скрибоний Курион (на латински: Gaius Scribonius Curio; † 53 година пр.н.е.) e политик на късната Римска република.

## Биогрфаия
Син е на сенатор Гай Скрибоний Курион (претор в 121 пр.н.е.) и баща на Гай Скрибоний Курион, талантлив и влиятелен народен трибун, който се жени (52 – 51 пр.н.е.) за Фулвия, която след смъртта му през 49 пр.н.е. в Африка се омъжва за Марк Антоний. Той е дядо на Гай Скрибоний Курион.
Курион става през 90година пр.н.е. народен трибун. През 86 година пр.н.е. е легат на Сула при завладяването на Атина. Следващата година се бие в Мала Азия против Митридат VI. През 83 година пр.н.е се връща със Сула в Италия и има изгода от неговите проскрипции. През 76 година пр.н.е. е избран за консул заедно с Гней Октавий. 
В края на 76 година пр.н.е. Гай Скрибоний Курион поема провинция Македония. Там се бие до 72 година пр.н.е. като проконсул против дарданите и стига до Долен Дунав. За успехите си получава триумф. През 61 година пр.н.е. става цензор.
Той е противник на Гай Юлий Цезар. От 60 година пр.н.е. е понтифекс и е талантлив оратор. Неговият син Гай Скрибоний Курион се присъединява в края на 50-те години към Цезар.